# Theodor Innitzer
Theodor Innitzer (ur. 25 grudnia 1875 w Vejprtach, zm. 9 października 1955 w Wiedniu) – austriacki duchowny katolicki, kardynał, arcybiskup Wiednia.

## Życiorys
W latach 1898–1902 studiował teologię na Uniwersytecie w Wiedniu. Święcenia kapłańskie przyjął 25 lipca 1902 roku. Podjął pracę duszpasterską w archidiecezji Wiedeń. 19 września 1932 roku otrzymał nominację na arcybiskupa metropolitę Wiednia. Konsekracja odbyła się 16 października 1932 roku w archikatedrze metropolitalnej św. Szczepana w Wiedniu. Sakry biskupiej udzielił mu abp Enrico Sibilia, nuncjusz apostolski w Austrii. Na konsystorzu 13 marca 1933 roku papież Pius XI wyniósł go do godności kardynalskiej z tytułem prezbitera San Crisogono. 14 marca 1938 roku osobiście powitał w hotelu Imperial Adolfa Hitlera. 18 marca 1938 wraz z innymi biskupami podpisał uroczystą deklarację biskupów austriackich, w której episkopat dobrowolnie i z zadowoleniem zaakceptował anschluss oraz poparł politykę narodowo-socjalistyczną niemieckiego rządu. Szybko znalazł się jednak w konflikcie z nową władzą. Gdy 7 października 1938 roku środowiska katolickie zorganizowały w Wiedniu pokojową manifestację, następnego wieczora nazistowscy bojówkarze napadli i zdewastowali pałac kardynalski, a także ciężko poturbowali wikarego katedry św. Szczepana. Kardynał stał się też obiektem ataków propagandowych.
Uczestnik konklawe z roku 1939. Zmarł 9 października 1955 roku w Wiedniu. Pochowano go archikatedrze metropolitalnej św. Szczepana w Wiedniu.